# Уптала
Уптала — река в России, протекает по Томскому району Томской области. Устье реки находится в 34 км от устья Пороса по левому берегу. Длина реки составляет 13 км.

## Данные водного реестра
По данным государственного водного реестра России относится к Верхнеобскому бассейновому округу, водохозяйственный участок реки — Томь от города Кемерово и до устья, речной подбассейн реки — Томь. Речной бассейн реки — (Верхняя) Обь до впадения Иртыша.
Код объекта в государственном водном реестре — 13010300412115200013008.